# دون روزا

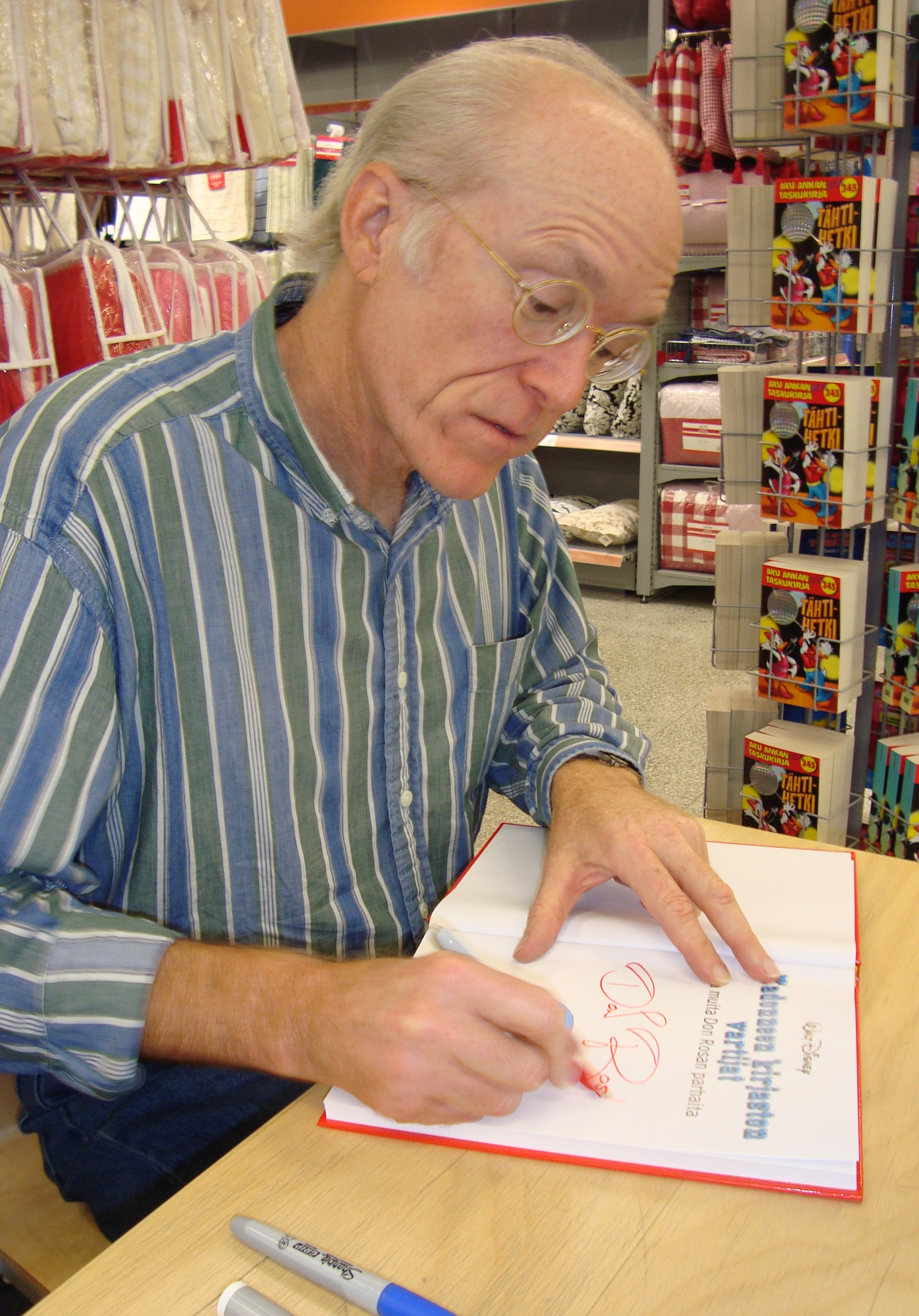
دون روزا

كينو دون هوغو روزا (بالإنجليزية: Keno Don Hugo Rosa) ويشتهر بدون روزا (بالإنجليزية: Don Rosa)، هو رسام قصص مصورة أمريكي المولد إيطالي الأصل اشتهر برسوماتها وسيناريوهاته المتقنة لعدد من شخصيات ديزني الكرتونية الشهيرة أمثال العم دهب وبطوط. ولد في ولاية كنتاكي الأمريكية عام 1951م, والتحق بجامعتها عام 1969م وحصل منها على درجة البكالريوس في الآداب.

## سلسلة شباب دهب
هي سلسلة فنية من القصص المصورة مكونة من 12 حلقة تناولت حياة دهب منذ بداية حياته حتى الوقت الحاضر، ألفها ورسمها دون روزا، وأعتمدت لاحقاً كمرجع لشجرة عائلة البط، فاز دون روزا بجائزة إيزنر عام 1995 لتقديمه هذا العمل.

## روابط خارجية
- دون روزا على موقع IMDb (الإنجليزية)
- دون روزا على موقع مونزينجر (الألمانية)
- دون روزا على موقع ميوزك برينز (الإنجليزية)
- دون روزا على موقع ديسكوغز (الإنجليزية)
- دون روزا على موقع قاعدة بيانات الفيلم (الإنجليزية)